# Луций Велей Патеркул
Вижте пояснителната страница за други личности с името Велей Патеркул.
Луций Велей Патеркул (на латински: Lucius Velleus Paterculus; * 18; † след 60 г.) е политик на Римската империя през 1 век по времето на император Нерон.
Той е по-малък брат на Гай Велей Патеркул (консул 60 г.) и вероятно син на историка Велей Патеркул.
През юли и август 61 г. Велей Патеркул е суфектконсул на мястото на консула Луций Юний Цезений Пет заедно с Гней Педаний Фуск Салинатор, който е на мястото на Публий Петроний Турпилиан.
Намереният надпис до Виндобона (Виена) в провинция Горна Панония (Pannonia superior): 
[...]
a(nte) d(iem) VI Non(as) Iul(ias) Cn(aeo) Pe-
danio Salinatore L(ucio) Velleio Paterculo
co(n)s(ulibus) coh(ortis) II Hispan(orum) cui prae(e)st C(aius) Caesius
[...]